# Микел Бриџиз
Микел Бриџиз (енгл. Mikal Bridges; Филаделфија, Пенсилванија, 30. август 1996) амерички је кошаркаш. Игра на позицијама бека и крила, а тренутно наступа за Њујорк никсе.

## Каријера

### Колеџ
Бриџиз је од 2015. до 2018. године похађао Универзитет Виланова. За Виланова вајлдкетсе уписао је укупно 116 наступа, а просечно је по утакмици бележио 11,3 поена, 4,3 скока, 1,6 асистенција и 1,4 украдених лопти. Вајлдектси су у сезони 2015/16. освојили NCAA титулу, а Бриџиз је у походу ка овом успеху свог тима као резервиста доприносио просечним учинком од 6,4 поена, 3,2 скока и 1,1 украдених лопти по утакмици. Виланова је у сезони 2017/18. поново стигла до NCAA титуле, а Бриџиз је тада већ био један од носилаца игре овог тима — по утакмици је имао просек од 17,7 поена, 5,3 скокова, 1,9 асистенција, 1,5 украдених лопти и 1,1 блокада. За учинак у сезони 2017/18. награђен је и местом у првој петорци идеалног тима Биг Ист конференције.

### Финикс санси (2018—2023)
На НБА драфту 2018. године Бриџиза су као 10. пика изабрали Филаделфија севентисиксерси, али су га одмах потом трејдовали Финикс сансима.

## Успеси

### Појединачни
- Идеални одбрамбени тим НБА — прва постава (1): 2021/22.